# Anastasija Samoilova
Anastasija Samoilova née Kravčenoka (Daugavpils, 19 januari 1997) is een Lets beachvolleyballer. Met Tina Graudina werd ze tweemaal Europees kampioen. Ze nam deel aan twee Olympische Spelen.

## Carrière

### 2013 tot en met 2019
Samoilova nam in 2013 met Tina Graudina deel aan de Europese kampioenschappen onder 18 in Maladzetsjna waar ze als negende eindigde. Twee jaar later deed ze met Tereze Hrapane mee aan de EK onder 20 in Larnaca. Sinds 2016 vormt Samoilova een team met Graudina. Het duo werd dat jaar vijfde bij de EK onder 20 in Antalya en won de titel bij de EK onder 22 in Thessaloniki. Het jaar daarop wisten ze in Baden hun Europese titel onder 22 niet te prolongeren; ze eindigden als vijfde. Bij de WK onder 21 in Nanjing en de EK in eigen land werd het tweetal eveneens vijfde. In Jūrmala bereikten ze de kwartfinale waar ze werden uitgeschakeld door het Duitse duo Chantal Laboureur en Julia Sude. Daarnaast debuteerde Samoilova in Olsztyn in de FIVB World Tour en behaalde het duo in Sydney met een negende plaats hun eerste toptienklassering. In 2018 namen Samoilova en Graudina deel aan tien FIVB-toernooien met drie toptienplaatsen als resultaat. Bij de EK onder 22 in eigen land wonnen ze de zilveren medaille achter de Russinnen Nadezjda Makrogoezova en Svetlana Cholomina. In Nederland kwam het duo bij de EK niet verder dan de groepsfase.
Het daaropvolgende seizoen namen ze in Hamburg voor het eerst deel aan de wereldkampioenschappen. Het tweetal bereikte de achtste finale waar het werd uitgeschakeld door het Amerikaanse duo Alix Klineman en April Ross. In Moskou werden ze Europees kampioen door in de finale het Poolse duo Kinga Kołosińska en Katarzyna Kociołek te verslaan. In de World Tour speelden ze verder negen wedstrijden met twee negende plaatsen (Jinjiang en Gstaad) als beste resultaat. Aan het einde van het seizoen behaalde het duo een negende plaats bij de World Tour Finals en won het het olympisch kwalificatietoernooi in Haiyang. Daarnaast deed Kravčenoka aan het begin van het jaar aan twee FIVB-toernooien mee met Alise Lece. Het jaar daarop wonnen ze drie toernooien in de nationale competitie en bij de EK in eigen land bereikten ze de achtste finale die verloren ging tegen het Italiaanse tweetal Marta Menegatti en Viktoria Orsi Toth. In 2021 speelde Samoilova in aanloop naar de Spelen vijf wedstrijden in de World Tour – waarvan vier met Graudina – waarbij ze tweemaal een vierde plaats behaalde (Sotsji en Gstaad). Bij het olympisch beachvolleybaltoernooi in Tokio kwamen ze tot de halve finale die werd verloren van het Australische duo Mariafe Artacho en Taliqua Clancy; in de wedstrijd om het brons was het Zwitserse duo Anouk Vergé-Dépré en Joana Heidrich vervolgens te sterk waardoor Samoilova en Graudina als vierde eindigden. Bij de EK in Wenen eindigde het duo eveneens op een vierde plaats nadat de Nederlanders Katja Stam en Raïsa Schoon en de Duitsers Karla Borger en Julia Sude in respectievelijk de halve en troostfinale te sterk waren.

### 2022 tot heden

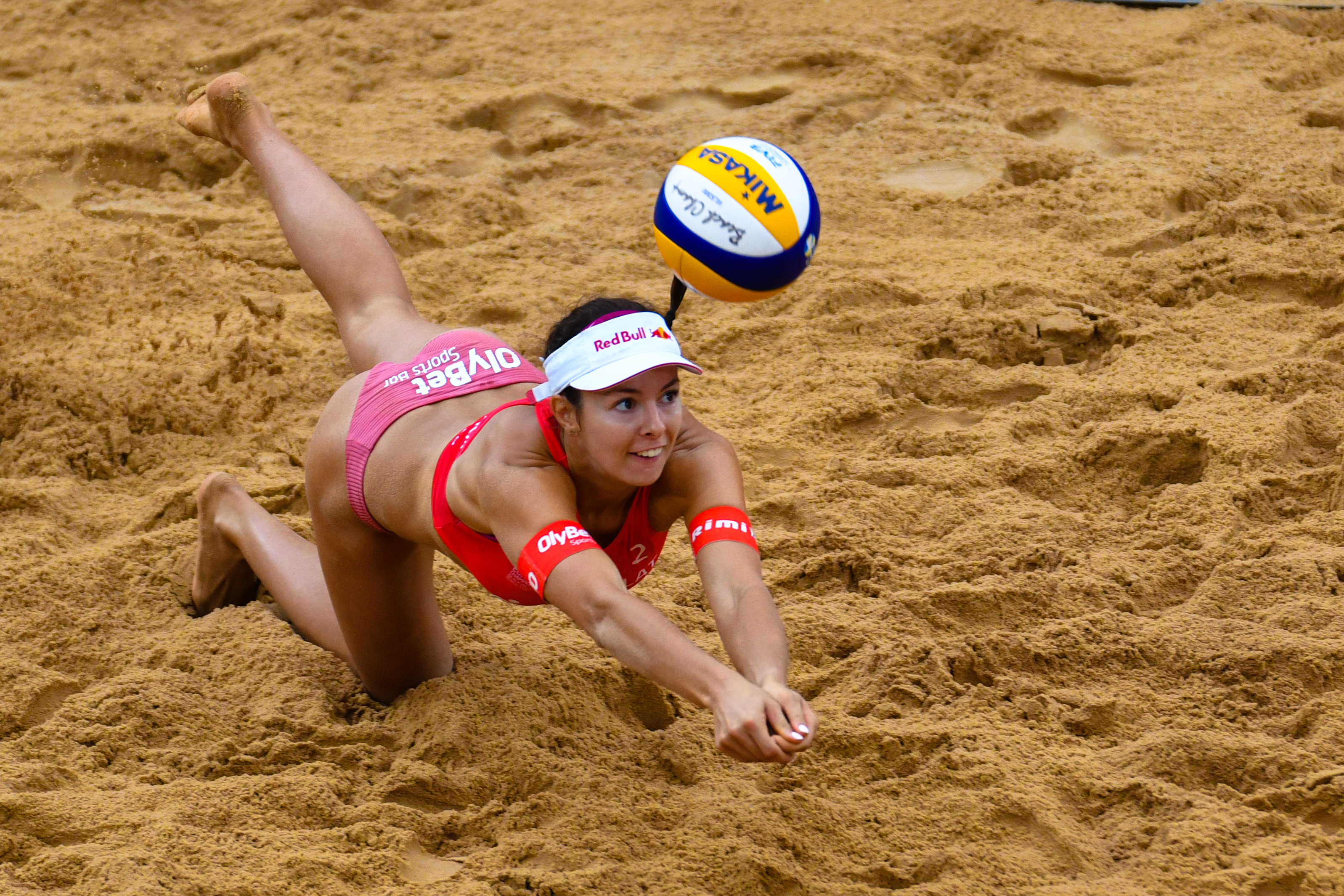
Kravčenoka in actie tijdens de EK in München (2022)

Het daaropvolgende seizoen namen ze deel aan zeven toernooien in de Beach Pro Tour – de opvolger van de World Tour. Ze behaalden daarbij tweede plaatsen in Rosarito en Parijs, een vierde plaats in Gstaad en een vijfde plaats in Ostrava. Bij de WK in Rome werden ze in de achtste finale uitgeschakeld door Vergé-Dépré en Heidrich. In München wonnen Samoilova en Graudina voor de tweede keer de Europese titel door de titelverdedigers Nina Brunner en Tanja Hüberli in de finale te verslaan. Ze sloten het seizoen af met een zevende plaats bij de Finals in Doha. In 2023 was het duo actief op twaalf toernooien in de internationale competitie. Ze wonnen het Challenge-toernooi van Nuvali en eindigden in eigen land als derde bij het Challenge-toernooi van Jūrmala. Ze behaalden verder een vierde plaats in Doha en vijfde plaatsen in Uberlândia en João Pessoa. Bij de WK in Tlaxcala bereikten Samoilova en Graudina de achtste finale waar ze werden uitgeschakeld door de latere wereldkampioenen Kelly Cheng en Sarah Hughes. Bij de EK in Wenen strandden ze in de achtste finale tegen het Spaanse tweetal Daniela Álvarez en Tania Moreno. Bij de seizoensfinale in Doha eindigden ze opnieuw als zevende.
Het jaar daarop namen ze deel aan negen toernooien in de Beach Pro Tour. Ze begonnen het jaar met een vierde plaats in Doha en de toernooizege in Recife. Na een negende plaats in Brasilia en een vijfde plaats in Espinho eindigden ze in Stare Jabłonki met een tweede plaats weer op het podium. Bij de Elite16-toernooien van Ostrava en Gstaad won het duo de bronzen medaille en in Wenen eindigden ze als negende. Via de olympische ranglijst plaatsten Samoilova en Graudina zich voor de Olympische Spelen in Parijs. In de kwartfinale werden ze uitgeschakeld door de latere olympisch kampioenen  Ana Patrícia Ramos en Duda Lisboa. Bij EK in Nederland strandden ze in de kwartfinale tegen de latere kampioenen Svenja Müller en Cinja Tillmann. Samoilova en Graudina sloten het jaar af met een bronzen medaille bij de Finals in Doha. In 2025 werden ze tweede in Ostrava.

## Palmares
Kampioenschappen
- 2016:  EK U22
- 2018:  EK U22
- 2019: 9e WK
- 2019:  EK
- 2021: 4e OS
- 2022: 9e WK
- 2022:  EK
- 2023: 9e WK
- 2024: 5e OS

Beach Pro Tour
- 2022:  Elite16 Rosarito
- 2022:  Elite16 Parijs
- 2023:  Jūrmala Challenge
- 2023:  Nuvali Challenge
- 2024:  Recife Challenge
- 2024:  Stare Jabłonki Challenge
- 2024:  Elite16 Ostrava
- 2024:  Elite16 Gstaad
- 2024:  Beach Pro Tour Final Doha
- 2025:  Elite16 Ostrava